# Grafschaft Gleichen
Die Grafschaft Gleichen war eine territoriale Verwaltungseinheit der Ernestinischen Herzogtümer. Sie bestand aus der Stadt Ohrdruf und mehreren verstreut liegenden Orten, welche alle zunächst unter der Patrimonialgerichtsbarkeit der Grafen von Gleichen standen. Nach dem Aussterben der Grafen von Gleichen im Jahr 1631 kam die „Obergrafschaft“ mit Ohrdruf als Lehen an die Grafen von Hohenlohe, die „Untergrafschaft“ als Lehen an die Fürsten von Schwarzburg-Sondershausen, wobei die Landeshoheit ab 1640 beim Herzogtum Sachsen-Gotha, ab 1672 beim Herzogtum Sachsen-Gotha-Altenburg und ab 1826 beim Herzogtum Sachsen-Coburg und Gotha lag. Die Burg Gleichen mit Wandersleben fielen hingegen 1631 an das Erzstift Mainz zurück und kam dadurch im Jahr 1802 durch den Reichsdeputationshauptschluss an Preußen.
Bis zur Aufhebung der Patrimonialgerichtsbarkeit im Herzogtum Sachsen-Coburg und Gotha im Jahr 1848 bildeten die Grafschaften Ober- und Untergleichen den räumlichen Bezugspunkt für die Einforderung landesherrlicher Abgaben und Frondienste, für Polizei, Rechtsprechung und Heeresfolge.

## Geographische Lage
Die Orte der Grafschaft Gleichen lagen verstreut im Thüringer Becken im Gebiet der Drei Gleichen.
Die obere Grafschaft Gleichen bildete ein zusammenhängendes Gebiet nördlich des Thüringer Waldes zwischen dem Erfurter Gebiet (Amt Mühlberg), der unteren Grafschaft Gleichen (Günthersleben) und den östlichen Ämtern des Herzogtums Sachsen-Gotha. Die Exklave Pferdingsleben lag nordöstlich von Gotha, die Exklave Werningshausen nördlich von Erfurt bei Straußfurt. Flüsse im Gebiet waren die Ohra, die Leina und die Apfelstädt. Pferdingsleben liegt an der Nesse, Werningshausen an der Gramme, einem Nebenfluss der Unstrut.
Die Orte der unteren Grafschaft Gleichen lagen verstreut zwischen dem Erfurter Staat, der oberen Grafschaft Gleichen und dem Gothaischen Amt Wachsenburg-Ichtershausen. Günthersleben liegt an einem Nebenfluss der Apfelstädt, Sülzenbrücken am Weidbach, Stedten und Bischleben an der Gera.
Die Orte der Grafschaft Gleichen liegen heute im Zentrum von Thüringen und gehören zumeist zum Landkreis Gotha. Stedten ist ein Stadtteil von Erfurt, Sülzenbrücken liegt im Ilm-Kreis und Werningshausen im Landkreis Sömmerda.

## Angrenzende Verwaltungseinheiten
Seit der Gründung des Herzogtums Sachsen-Gotha-Altenburg im Jahr 1672 bzw. der Landesteilung 1680 grenzten die Orte der Grafschaft Gleichen an folgende Verwaltungseinheiten:
Grafschaft Obergleichen (Ohrdruf, Petriroda, Emleben, Wannigsroda, Schwabhausen, Wechmar)
- Norden: Amt Gotha (Herzogtum Sachsen-Gotha)
- Nordosten: Günthersleben (Grafschaft Untergleichen, Herzogtum Sachsen-Gotha)
- Osten: Amt Mühlberg (Erfurter Staat, 1815 endgültig zu Preußen)
- Südosten: Amt Wachsenburg (Herzogtum Sachsen-Gotha)
- Süden und Südwesten: Amt Georgenthal (Herzogtum Sachsen-Gotha)
- Westen: Ämter Reinhardsbrunn und Tenneberg, Gospiteroda (Herzogtum Sachsen-Gotha)

Grafschaft Obergleichen (Pferdingsleben)
- Norden und Osten: Erfurter Staat (bis 1802 zu Kurmainz, 1815 endgültig zu Preußen)
- Süden und Westen: Amt Gotha (Herzogtum Sachsen-Gotha)

Grafschaft Obergleichen (Werningshausen)
- Westen und Norden: Ämter Eckartsberga (Exklave) und Weißensee (Kurfürstentum Sachsen, 1815 zum preußischen Landkreis Weißensee)
- Osten: Erfurter Staat (bis 1802 zu Kurmainz, 1815 endgültig zu Preußen)
- Südosten: Exklave Kranichborn (kursächsisches Amt Weißensee, 1815 zum preußischen Landkreis Weißensee)
- Süden: Exklave Haßleben (Fürstentum Schwarzburg-Sondershausen, 1811 zum Herzogtum Sachsen-Weimar-Eisenach (Amt Großrudestedt))

Grafschaft Untergleichen (Günthersleben)
- Westen und Nordwesten: Amt Gotha (Herzogtum Sachsen-Gotha)
- Nordosten: Exklave Seebergen (Fürstentum Schwarzburg-Rudolstadt, 1823 zum Herzogtum Sachsen-Gotha)
- Osten und Süden: Grafschaft Obergleichen (Herzogtum Sachsen-Gotha)

Grafschaft Untergleichen (Sülzenbrücken)
Der Ort bildete eine Enklave im  Amt Wachsenburg mit Ichtershausen (Herzogtum Sachsen-Gotha).
Grafschaft Untergleichen (Ingersleben und Stedten)
- Nordosten und Südwesten: Amt Wachsenburg mit Ichtershausen (Herzogtum Sachsen-Gotha)
- Nordwesten und Südosten: Erfurter Staat (bis 1802 zu Kurmainz, 1815 endgültig zu Preußen)

Wandersleben und Burg Gleichen
- Norden: Exklave Cobstädt (Amt Reinhardsbrunn, Herzogtum Sachsen-Gotha)
- Osten: Amt Wachsenburg mit Ichtershausen (Herzogtum Sachsen-Gotha)
- Süden: Amt Mühlberg (Erfurter Staat, 1815 endgültig zu Preußen)
- Westen: Grafschaft Obergleichen  (Herzogtum Sachsen-Gotha)

## Geschichte

### Grafen von Gleichen

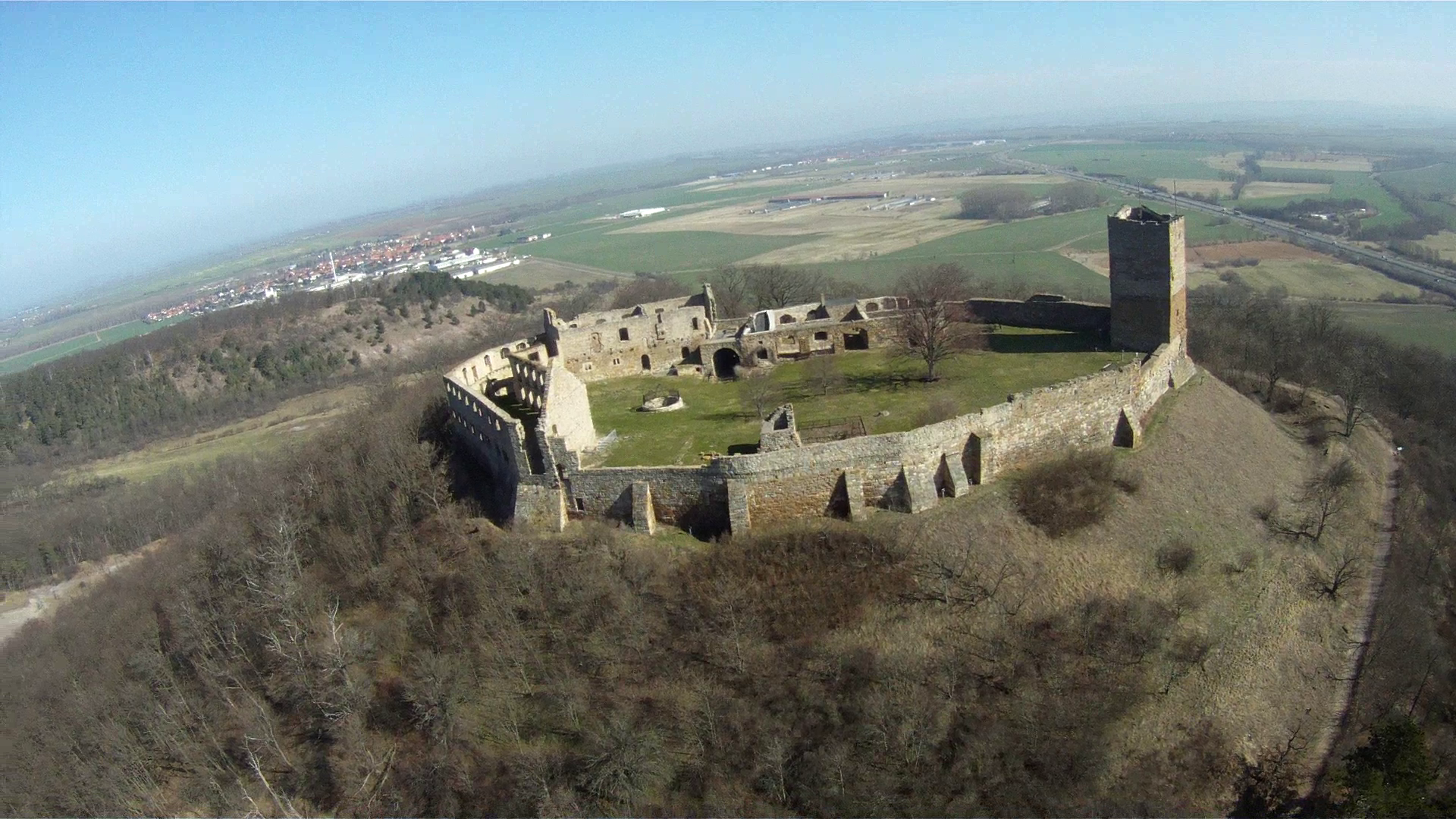
Burg Gleichen

Die 1034 erstmals erwähnte Burg Gleichen kam zwischen 1134 und 1137 durch Schenkung in den Besitz des Erzbischofs von Mainz. Das Erzbistum Mainz, zu dem die benachbarte Stadt Erfurt gehörte, festigte mit dem Erwerb der Burg seine Machtposition in der Gegend gegen die aufstrebenden Thüringer Grafengeschlechter der Ludowinger, Schwarzburger und Kevernburger. Als Verbündete hatten die Mainzer Erzbischöfe die Grafen von Tonna gewinnen können, welche sie  zu Schutzvögten der Stadt Erfurt, des dortigen Petersklosters und vieler anderer Besitzungen in Mittelthüringen machten. Im Jahr 1162 erhielten diese vom Mainzer Erzbischof die Burg Gleichen als Lehen übergeben, wodurch sich ein Zweig der gräflichen Familie seitdem als „Grafen von Tonna und Gleichen“, später verkürzt als „Grafen von Gleichen“ bezeichnete.
Im 13. Jahrhundert erreichten die Grafen von Gleichen einen Höhepunkt ihrer Machtentfaltung, gerieten aber wegen ihrer Lehnsbindung an Mainz in zunehmende Gegnerschaft zum Thüringer Landgrafenhaus. So wurde als Folge einer Fehde mit den Landgrafen im Jahr 1178 die Burg Gleichen belagert und zerstört. 1290 verkauften die Grafen ihre Vogteirechte in Erfurt an die Stadt und 1294 mussten sie ihre eichsfeldischen Besitzungen samt Burgen an das Erzstift Mainz verkaufen. 1373 endete auch die Vogtei über das Peterskloster. 

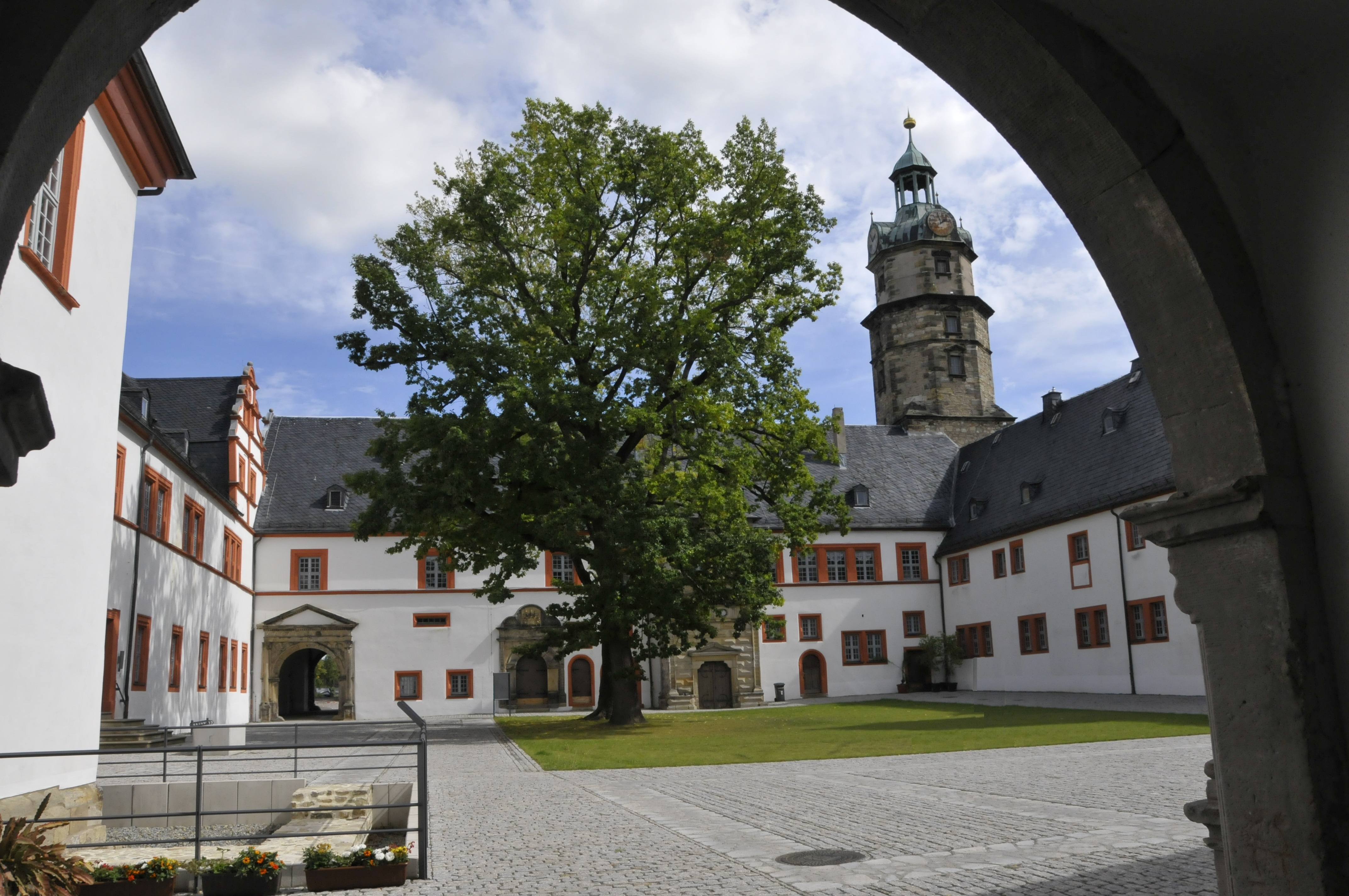
Schloss Ehrenstein in Ohrdruf, vormaliges Kloster, dessen Vögte die Gleichener seit 1342 waren; ab 1550 zum Residenzschloss umgebaut.

Diese Phase des Niederganges erfuhr im Jahr 1342 durch die Belehnung der Gleichener Grafen mit Ohrdruf durch den Thüringer Landgrafen Balthasar eine Wende. Bereits 1332 hatte der Graf Hermann von Gleichen in Ohrdruf das Schultheißenamt erworben; zwei in der Stadt ansässige Adelsfamilien (Witzleben und Stutterheim) hatten 1351 ihre Güter in Ohrdruf und Wechmar an die Grafen übergeben. Eine Teil-Vogtei über die Klöster in Ohrdruf hatten die Grafen von Gleichen bereits seit 1170 inne. Der um Ohrdruf gelegene Besitz erhielt 1409 nochmals Zuwachs durch eine Erbmasse aus dem Besitz der Herren von Salza, mit der ursprünglich die Tonnaer Linie bedacht war. Neben der hersfeldischen Vogtei Ohrdruf waren bereits die Orte Emleben, Günthersleben, Wechmar und Schwabhausen sowie das Dorf Gräfenhain am Nordrand des Thüringer Waldes in den Besitz der Grafen von Gleichen gelangt. Letzteres wurde aber schon im Jahr 1230 an das Kloster Georgenthal veräußert. Zur Zeit des Erwerbs von Ohrdruf wurden die Grafen Lehnsleute der Markgrafen von Meißen aus dem Haus Wettin, doch erschienen sie bis 1521 in der Reichsmatrikel. Nach 1416 einigten sich die drei Söhne der Grafen von Gleichen auf eine Teilung des Gesamtbesitzes. Dabei erhielt der dritte Sohn, Graf Ernst V., den Kernbesitz der Grafschaft Gleichen, zu der neben der Burg Gleichen die Orte Günthersleben, Wechmar, Emleben, Sülzenbrücken, Wandersleben, Schwabhausen und Ohrdruf sowie der Steinsee unterhalb der Burg Gleichen gehörte. 1455 wurde der Stammsitz der Grafen von Gleichen zurück nach Tonna verlegt.
1525 wurde als Folge des Bauernkrieges und der Reformation das Karmelitenkloster in Ohrdruf aufgelassen und von den Mönchen an die Grafen von Gleichen übergeben. Um 1550 wurde das ehemalige Kloster zur Residenz Schloss Ehrenstein umgebaut. In der Folgezeit wurde die Burg Gleichen als Wohnsitz aufgegeben und nur noch als Amtssitz und Gefängnis benutzt, wodurch sie zu verfallen begann. Graf Philipp Ernst von Gleichen hatte bei einer Besitzteilung die Burg Gleichen erhalten und ließ 1588 im Westteil der Burg ein Renaissanceschloss errichten. Nachdem 1590 sein in der Herrschaft Tonna regierender Bruder verstorben war, wurde die Residenz der Grafen von Gleichen nun offiziell nach Ohrdruf verlegt. 1599 gab Philipp Ernst von Gleichen das Bergschloss Gleichen auf und siedelte nach Ohrdruf in das Residenzschloss über.

### Aufteilung der Grafschaft nach dem Aussterben der Grafen von Gleichen 1631
1631 starb das dem Obersächsischen Reichskreis angehörige Grafengeschlecht der Grafen von Gleichen und Tonna aus.
Von den verbliebenen Gütern gelangte die „Obergrafschaft“ (Ohrdruf, Emleben, Schwabhausen, Petriroda, Wechmar, Wannigsroda, Exklaven Pferdingsleben und Werningshausen) als Lehen an die Grafen von Hohenlohe, die „Untergrafschaft“ (Günthersleben, Sülzenbrücken, Ingersleben, Stedten) als Lehen an die Fürsten von Schwarzburg-Sondershausen (Schwarzburg-Arnstadt).
Die Herrschaft Tonna gelangte an die Schenken von Tautenburg, 1638/40 an die Grafschaft Waldeck und 1677 durch Kauf an das Herzogtum Sachsen-Gotha-Altenburg, welches das Gebiet seitdem als Amt verwaltete.
Die Burg Gleichen mit Wandersleben fiel hingegen zunächst an das Erzstift Mainz zurück. Dieses belehnte 1635/39 die Hatzfelder mit der Burg und dem Ort. Sie nannten sich nun „Grafen von Gleichen und Hatzfeld“. Da die Hatzfelder lediglich einen Verwalter nach Thüringen schickten und weiter in ihren Stammlanden verblieben, verfiel die Burg weiter. Nach dem Aussterben der Hatzfelder Grafen im Jahr 1793 fiel das Lehen über Gleichen und Wandersleben an das Erzstift zurück, welches das Gebiet gesondert verwalten ließ. 1802 wurden die Burg Gleichen und Wandersleben durch den Reichsdeputationshauptschluss preußisch,  1806 gerieten sie unter die Herrschaft der Franzosen. Ab 1815 gehörten sie endgültig zum preußischen Regierungsbezirk Erfurt und bildeten mit dem angrenzenden ehemaligen kurmainzisch-erfurtischen Amt Mühlberg eine Exklave.

### Grafschaft Ober- und Untergleichen
Die Landeshoheit über die Grafschaften Ober- und Untergleichen blieb zunächst gemeinschaftlicher Besitz des Gesamthauses Sachsen-Weimar und gelangte 1657 in den alleinigen Besitz des Herzogtums Sachsen-Gotha. Ab 1672 lag die Landeshoheit beim Herzogtum Sachsen-Gotha-Altenburg, bei dem sie auch nach dem Gothaer Hauptrezess von 1680 verblieb.
Die Grafschaft Obergleichen kam 1631 infolge eines Erbvertrags als sachsen-weimarisches Lehen an die Grafen von Hohenlohe. Sie unterhielten in Ohrdruf bis 1848 eine Kanzlei und ein Konsistorium. Im Jahr 1663 teilten die Grafen von Hohenlohe die Obergrafschaft folgendermaßen unter den Linien Hohenlohe-Neuenstein und Hohenlohe-Langenburg auf:
- Ohrdruf: jede Linie erhielt die Hälfte der Stadt und von Schloss Ehrenstein
- Wechmar und Exklave Pferdingsleben: jede Linie erhielt die Hälfte
- Emleben, Petriroda, Schwabhausen: an die Langenburgische Linie
- Exklave Werningshausen: blieb im gemeinschaftlichen Besitz beider Linien
- Rittergut Wannigsroda: die Gerichte unterstanden unmittelbar der herzoglichen Landesregierung zu Gotha

Seither führ(t)en die jeweiligen Grafen (ab dem 18. Jahrhundert Fürsten) der beiden Hohenloher Linien unter anderem den Nebentitel Graf von Gleichen.
Die vier verstreut liegenden Orte der Grafschaft Untergleichen kamen 1631 infolge des Erbfolgevertrags  als Lehen an die Fürsten von Schwarzburg-Arnstadt, von denen es die Fürsten von Schwarzburg-Sondershausen erbten, die ebenfalls den Nebentitel führten.

### Vollständige Eingliederung in das Staatsgebiet von Sachsen-Gotha
Nach dem Aussterben der Linie Sachsen-Gotha-Altenburg kam es mit dem Teilungsvertrag zu Hildburghausen vom 12. November 1826 zur umfassenden Neugliederung der Ernestinischen Herzogtümer. Dabei kamen die Orte der Grafschaften Ober- und Untergleichen als Teil von Sachsen-Gotha zum Herzogtum Sachsen-Coburg und Gotha, dessen beide Landesteile fortan in Personalunion regiert wurden.
Durch die Aufhebung der Patrimonialgerichtsbarkeit wurde 1848 der „Kanzleibezirk Ohrdruf“ der Obergrafschaft Gleichen aufgelöst und für die um Ohrdruf gelegenen Orte das staatliche "Justizamt Ohrdruf" als Verwaltungs- und Justizbehörde eingerichtet. Diesem wurde der ebenfalls im Besitz der Grafen von Hohenlohe stehende Ort Gospiteroda und die der Obergrafschaft angrenzenden Orte Schwarzwald, Luisenthal und Stutzhaus (vom Amt Schwarzwald) und Crawinkel mit Wölfis (vom Amt Wachsenburg mit Ichtershausen) angegliedert.
Die Untergrafschaft Gleichen wurde aufgeteilt. Während Günthersleben dem Justizamt Gotha zugeteilt wurde, kamen Ingersleben, Stedten und Sülzenbrücken an das Justizamt Ichtershausen.
Das Herzogtum Sachsen-Coburg und Gotha wurde 1858 in selbständige Städte und Landratsämter gegliedert. Dabei wurde das Justizamt Ohrdruf  in Verwaltungsaufgaben dem Landratsamt Ohrdruf, die Justizämter Gotha und Ichtershausen dem Landratsamt Gotha unterstellt.  Im Jahr 1879 wurden die Gothaischen Justizämter in Amtsgerichte umgewandelt. Dabei übernahm das Amtsgericht Ohrdruf die Justizaufgaben des Justizamts Ohrdruf und das Amtsgericht Gotha die Justizaufgaben der Justizämter Gotha und Ichtershausen.

## Zugehörige Orte

### Grafschaft Obergleichen
Städte
- Ohrdruf (beide Grafenlinien von Hohenlohe haben Anteil an der Stadt)

Dörfer der Langenburgischen Linie der Grafen von Hohenlohe
- Emleben
- Petriroda
- Schwabhausen
- Pferdingsleben (Hälfte)
- Wechmar (Hälfte)

Dörfer der Neuensteinischen Linie der Grafen von Hohenlohe
- Pferdingsleben (Hälfte)
- Wechmar (Hälfte)

Dörfer in gemeinsamen Besitz beider Grafenlinien von Hohenlohe
- Werningshausen

Rittergut
- Wannigsroda (Gerichte standen unmittelbar unter der herzoglichen Landesregierung zu Gotha)

Burgen und Schlösser
- Schloss Ehrenstein in Ohrdruf (beide Grafenlinie von Hohenlohe haben Anteil am Schloss)
- Wasserschloss in Schwabhausen
- Wasserschloss Günthersleben

### Grafschaft Untergleichen
Dörfer
- Günthersleben
- Ingersleben
- Stedten
- Sülzenbrücken

### Lehen des Erzstifts Mainz, 1802 an Preußen
- Wandersleben
- Burg Gleichen